# Appelsberg
Appelsberg ist ein Gemeindeteil der Gemeinde Pommelsbrunn im Landkreis Nürnberger Land (Mittelfranken, Bayern). Appelsberg liegt in der Gemarkung Pommelsbrunn.

## Lage
Der Weiler liegt an der Straße von Pommelsbrunn nach Heuchling. Kurz nachdem man auf der Straße nach Heuchling den Wald verlässt, biegt der in weiten Teilen unbefestigte Weg rechts nach Appelsberg ab.

## Geschichte
Man nimmt an, dass der Ort die Bergsiedlung eines Autbold, Appelt oder Appold gewesen sein muss. Appel/Apel war um 1200/1400 in Franken eine beliebte Kurzform von Albrecht. Historische Quellen belegen, dass der Weiler zumindest vor 1411, möglicherweise aber bereits um 1260/1270 existierte. Nach dem Landshuter Erbfolgekrieg von 1504/05 gehörte Appelsberg für drei Jahrhunderte zum Landgebiet der Reichsstadt Nürnberg und wurde in dieser Zeit von dessen Pflegamt Hersbruck verwaltet. Dieses übte sowohl die Hochgerichtsbarkeit, als auch die Dorf- und Gemeindeherrschaft über den Ort aus.

## Baudenkmäler

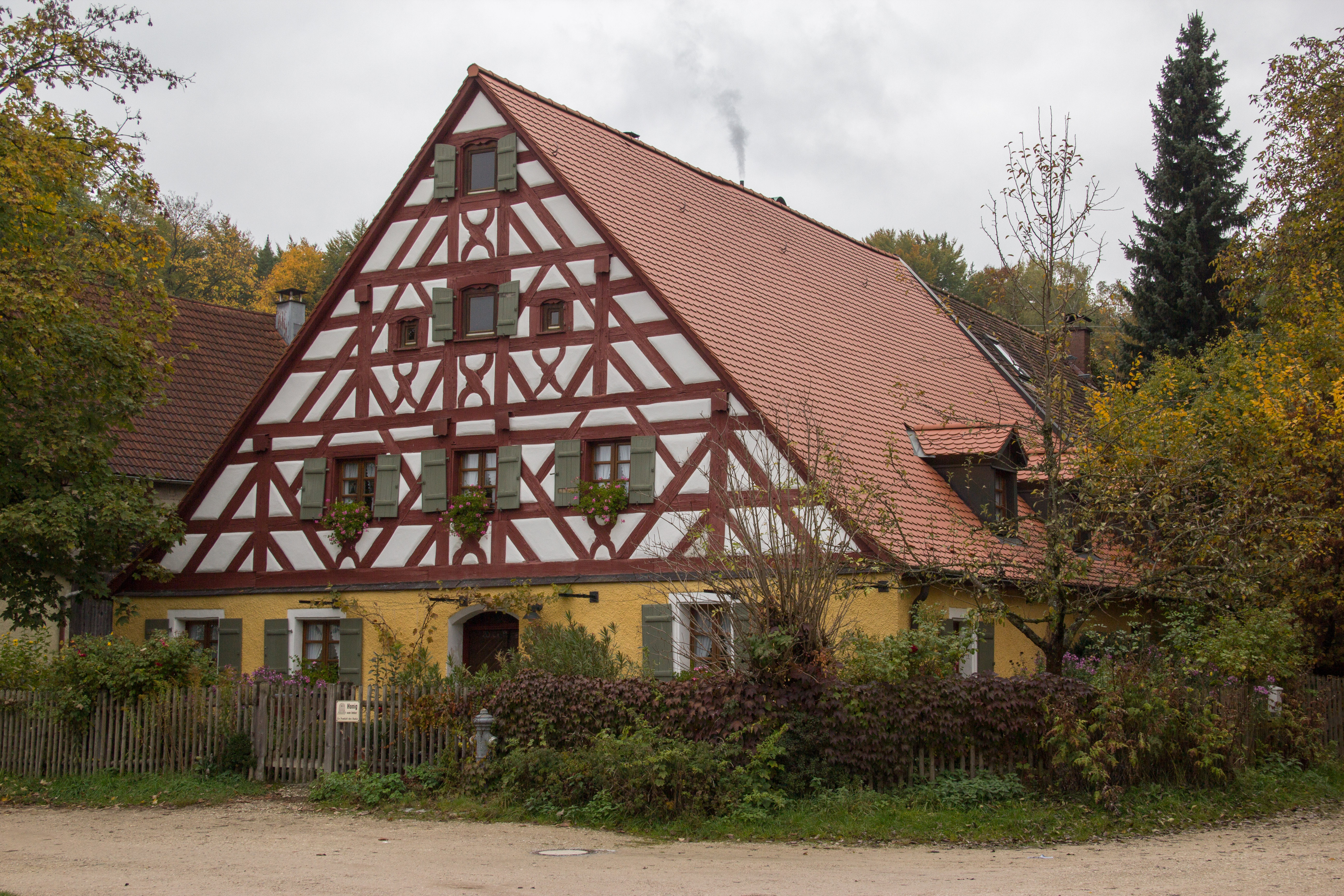
Ehemaliges Wohnstallhaus in Appelsberg